# Fuentesecas
Fuentesecas is een gemeente in de Spaanse provincie Zamora in de regio Castilië en León met een oppervlakte van 14,61 km². Fuentesecas telt 58 inwoners (1 januari 2016).

## Demografische ontwikkeling
Bron: INE, 1857-2011: volkstellingen